# بلدة فان بورن (سانت لويس)
بلدة فان بورن، سانت لويس (مينيسوتا) (بالإنجليزية: Van Buren Township, St. Louis County, Minnesota)‏ هي منطقة سكنية تقع في الولايات المتحدة في مقاطعة سينت لويس، مينيسوتا. يقدر عدد سكانها بـ 189 نسمة ومساحتها 92.2 كم2 وترتفع عن سطح البحر 383 متر.